# Отворено првенство Аустралије у тенису 2011.
Отворено првенство Аустралије у тенису или Аустралија опен је први гренд слем турнир у сезони, који се ове године одржава 99 пут. Као и раније одржава се у трећој и четвртој недељи нове године од 14. до 30. јануара на Род Лејвер Арени у Мелбурну, Аустралија.
Титулу у женској конкуренцији је требало да брани америчка тенисерка Серена Вилијамс, али је због повреде отказала учешће на овогодишњем турниру.
Титулу у мушкој конкуренцији брани швајцарски тенисер Роџер Федерер.

## Носиоци

### Мушкарци појединачно
| БР | ПЛ | Тенисер               | Бодова | Брани бодова | Осв. бод. | Нови бод. | Статус                                      |
| -- | -- | --------------------- | ------ | ------------ | --------- | --------- | ------------------------------------------- |
| 1  | 1  | Рафаел Надал          | 12390  | 360          | 360       | 12390     | Изгубио од Давида Ферера у четвртфиналу     |
| 2  | 2  | Роџер Федерер         | 9245   | 2000         | 720       | 7965      | Изгубио од Новака Ђоковића у полуфиналу     |
| 3  | 3  | Новак Ђоковић         | 6240   | 360          | 2000      | 7880      | Победио у финалу Ендија Марија              |
| 4  | 4  | Робин Седерлинг       | 5785   | 10           | 180       | 5955      | Изгубио од Александра Долгополова у 4. колу |
| 5  | 5  | Енди Мареј            | 5760   | 1200         | 1200      | 5760      | Изгубио од Новака Ђоковића у финалу         |
| 6  | 6  | Томаш Бердих          | 3955   | 45           | 360       | 4270      | Изгубио од Новака Ђоковића у четвртфиналу   |
| 7  | 7  | Давид Ферер           | 3895   | 45           | 720       | 4570      | Изгубио од Ендија Марија у полуфиналу       |
| 8  | 8  | Енди Родик            | 3565   | 360          | 180       | 3385      | Изгубио од Станисласа Вавринке у 4. колу    |
| 9  | 9  | Фернандо Вердаско     | 3240   | 180          | 180       | 3240      | Изгубио од Томаша Бердиха у 4. колу         |
| 10 | 10 | Михаил Јужни          | 2920   | 90           | 90        | 2920      | Изгубио од Милоша Раонића у 3. колу         |
| 11 | 11 | Јирген Мелцер         | 2785   | 10           | 180       | 2955      | Изгубио од Ендија Марија у 4. колу          |
| 12 | 12 | Гаел Монфис           | 2560   | 90           | 90        | 2560      | Изгубио од Станисласа Вавринке у 3. колу    |
| 13 | 13 | Жо Вилфред Цонга      | 2345   | 720          | 90        | 1715      | Изгубио од Александа Долгополова у 3. колу  |
| 14 | 14 | Николас Алмагро       | 2160   | 180          | 180       | 2160      | Изгубио од Новака Ђоковића у 4. колу        |
| 15 | 15 | Марин Чилић           | 2140   | 720          | 180       | 1600      | Изгубио од Рафаела Надала у 4. колу         |
| 16 | 16 | Марди Фиш             | 1921   | 10           | 45        | 1956      | Изгубио од Томија Робреда у 2. колу         |
| 17 | 17 | Иван Љубичић          | 1965   | 90           | 90        | 1965      | Изгубио од Николаса Алмагра у 3. колу       |
| 18 | 18 | Сем Квери             | 1860   | 10           | 10        | 1860      | Изгубио од Лукаша Кубота у 1. колу          |
| 19 | 19 | Станислас Вавринка    | 1855   | 90           | 360       | 2125      | Изгубио од Роџера Федерера у четвртфиналу   |
| 20 | 20 | Џон Изнер             | 1645   | 180          | 90        | 1555      | Изгубио од Марина Чилића у 3. колу          |
| 21 | 21 | Маркос Багдатис       | 1580   | 90           | 90        | 1580      | Изгубио од Јиргена Мелцера у 3. колу        |
| 22 | 22 | Микаел Љодра          | 1575   | 45           | 45        | 1575      | Изгубио од Милоша Раонића у 2. колу         |
| 23 | 23 | Николај Давиденко     | 1555   | 360          | 10        | 1205      | Изгубио од Флоријана Мајера у 1. колу       |
| 24 | 24 | Ернестс Гулбис        | 1575   | 10           | 10        | 1575      | Изгубио од Бенјамина Бекера у 1. колу       |
| 25 | 25 | Алберт Монтањес       | 1495   | 90           | 45        | 1450      | Изгубио од Ксавијера Малиса у 2. колу       |
| 26 | 26 | Хуан Монако           | 1480   | 90           | 45        | 1435      | Изгубио од Робина Хасеа у 2. колу           |
| 27 | 27 | Давид Налбандијан     | 1610   | 0            | 45        | 1655      | Изгубио од Ричарда Беранкиса у 2. колу      |
| 28 | 29 | Ришар Гаске           | 1280   | 10           | 90        | 1360      | Изгубио од Томаша Бердиха у 3. колу         |
| 29 | 30 | Виктор Троицки        | 1445   | 45           | 90        | 1490      | Изгубио од Новака Ђоковића у 3. колу        |
| 30 | 31 | Томаш Белучи          | 1355   | 45           | 45        | 1355      | Изгубио од Јана Херниха у 2. колу           |
| 31 | 32 | Фелисијано Лопез      | 1310   | 90           | 45        | 1265      | Изгубио од Бернарда Томића у 2. колу        |
| 32 | 33 | Гиљермо Гарсија Лопез | 1300   | 10           | 90        | 1380      | Изгубио од Ендија Мареја у 3. колу          |

### Жене појединачно
| БР | ПЛ | Тенисерка                   | Бодова | Брани бодова | Осв. бод. | Нови бод. | Статус                                           |
| -- | -- | --------------------------- | ------ | ------------ | --------- | --------- | ------------------------------------------------ |
| 1  | 1  | Каролина Возњацки           | 8035   | 280          | 900       | 8655      | Изгубила од На Ли у полуфиналу                   |
| 2  | 2  | Вера Звонарјова             | 6785   | 280          | 900       | 7405      | Изгубила од Ким Клајстерс у полуфиналу           |
| 3  | 3  | Ким Клајстерс               | 6955   | 160          | 2000      | 8515      | Победила На Ли у финалу.                         |
| 4  | 5  | Винус Вилијамс              | 4985   | 500          | 160       | 4645      | Изгубила од Андрее Петковић у 3. колу            |
| 5  | 6  | Саманта Стосур              | 4982   | 280          | 160       | 4682      | Изгубила од Петре Квитове у 3. колу              |
| 6  | 7  | Франческа Скјавоне          | 4835   | 280          | 500       | 5055      | Изгубила од Каролине Возњацки у четвртфиналу     |
| 7  | 8  | Јелена Јанковић             | 4445   | 160          | 100       | 4385      | Изгубила од Пенг Шуај у 2. колу                  |
| 8  | 10 | Викторија Азаренка          | 4155   | 500          | 280       | 3935      | Изгубила од Ли На у 4. колу                      |
| 9  | 11 | Ли На                       | 4025   | 900          | 1400      | 4450      | Изгубила од Ким Клајстерс у финалу.              |
| 10 | 12 | Шахар Пер                   | 3225   | 160          | 160       | 3225      | Изгубила од Флавије Пенете у 3. колу             |
| 11 | 13 | Жистин Енен                 | 3215   | 1400         | 160       | 1975      | Изгубила од Светлане Кузњецове у 3. колу         |
| 12 | 14 | Агњешка Радванска           | 3000   | 160          | 500       | 3340      | Изгубила од Ким Клајстерс у четвртфииналу        |
| 13 | 15 | Нађа Петрова                | 2702   | 500          | 160       | 2362      | Изгубила од Јекатерине Макарове у 3. колу        |
| 14 | 16 | Марија Шарапова             | 2661   | 5            | 280       | 2936      | Изгубила од Андрее Петковић у 4. колу            |
| 15 | 17 | Марион Бартоли              | 2655   | 160          | 100       | 2595      | Изгубила од Весне Манасијеве у 2. колу           |
| 16 | 18 | Анастасија Пављученкова     | 2585   | 100          | 160       | 2645      | Изгубила од Ивете Бенешове у 3. колу             |
| 17 | 19 | Араван Резај                | 2445   | 100          | 5         | 2350      | Изгубила од Барборе Захлавове Стрицове у 1. колу |
| 18 | 20 | Марија Кириленко            | 2540   | 500          | 100       | 2140      | Изгубила од Ивете Бенешове у 2. колу             |
| 19 | 21 | Ана Ивановић                | 2500   | 100          | 5         | 2405      | Изгубила од Јекатерине Макарове у 1. колу        |
| 20 | 22 | Каја Канепи                 | 2460   | 100          | 100       | 2460      | Изгубила од Јулије Гергес у 2. колу              |
| 21 | 23 | Јанина Викмајер             | 2370   | 340          | 100       | 2130      | Изгубила од Анастасије Севастове у 2. колу       |
| 22 | 24 | Флавија Пенета              | 2355   | 100          | 280       | 2535      | Изгубила од Петре Квитове у 4. колу              |
| 23 | 25 | Светлана Кузњецова          | 2310   | 280          | 280       | 2310      | Изгубила од Франческе Скјавоне у 4. колу         |
| 24 | 26 | Алиса Клејбанова            | 2420   | 160          | 100       | 2360      | Изгубила од Симоне Халеп у 2. колу               |
| 25 | 28 | Петра Квитова               | 2018   | 100          | 500       | 2418      | Изгубила од Вере Звонарјове у четвртфиналу       |
| 26 | 29 | Марија Хосе Мартинез Санчез | 2010   | 100          | 100       | 2010      | Изгубила од Ализе Корне у 2. колу                |
| 27 | 30 | Александра Дулгеру          | 2000   | 5            | 5         | 2000      | Изгубила од Ајуми Морите у 1. колу               |
| 28 | 31 | Данијела Хантухова          | 1945   | 160          | 5         | 1790      | Изгубила од Регине Куликове у 1. колу            |
| 29 | 32 | Доминика Цибулкова          | 1905   | 5            | 160       | 2060      | Изгубила од Каролине Возњацки у 3. колу          |
| 30 | 33 | Андреа Петковић             | 1890   | 100          | 500       | 2290      | Изгубила од Ли На у четвртфиналу                 |
| 31 | 34 | Луција Шафаржова            | 1780   | 5            | 160       | 1935      | Изгубила од Вере Звонарјове у 3. колу            |
| 32 | 35 | Цветана Пиронкова           | 1722   | 100          | 100       | 1722      | Изгубила од Монике Никулеску у 2. колу           |

## Такмичарске конкуренције

### Мушкарци појединачно
Новак Ђоковић је победио  Ендија Марија 6-4, 6-2, 6-3

### Жене појединачно
Ким Клајстерс је победила  На Ли 3-6, 6-3, 6-3

### Мушки парови
Боб Брајан/ Мајк Брајан су победили  Махеша Бупатија/ Леандера Паеса 6-3, 6-4

### Женски парови
Жисела Дулко/ Флавија Пенета су победиле  Викторију Азаренку/ Марију Кириленко 2-6, 7-5, 6-1

### Мешовити парови
Катарина Среботник/ Данијел Нестор су победили  Чан Јунг-јан/ Пола Хенлија 6-3, 3-6, 10-7

## Специјалне позивнице
| 1. Карстен Бол 2. Сомдев Деварман 3. Метју Ебден 4. Рајан Харисон 5. Петер Лучак 6. Маринко Матошевић 7. Беноит Паире 8. Бернард Томић | 1. Чанг Каи-чен 2. Лорен Дејвис 3. Јелена Докић 4. Софија Фергусон 5. Каролин Гарсија 6. Алиша Молик 7. Сали Пирс 8. Оливија Роговска |

| 1. Карстен Бол / Крис Гућионе 2. Џејмс Дарквот / Бењамин Мичел 3. Колин Ебелтит / Адам Фини 4. Метју Ебден / Петер Лучак 5. Самјуел Грот / Грег Џоунс 6. Џејмс Лемке / Мат Реид 7. Маринко Матошевић / Џон Милман | 1. Моника Адамчак / Изабела Холанд 2. Јелена Докић / Сали Пирс 3. Даниела Доминиковић / Џесика Мур 4. Софија Фергусон / Алиша Молик 5. Џејд Хопер / Моника Вејнерт 6. Софија Летчер / Викторија Рајичић 7. Тами Патерсон / Оливија Роговска |

### Мешовити парови
1. Софија Фергусон /  Маринко Матошевић
2. Јармила Грот /  Самјуел Грот
3. Мирјана Лучић /  Бернард Томић
4. Алиша Молик /  Питер Лучак
5. Сали Пирс /  Карстен Бол
6. Оливија Роговска /  Метју Ебден
7. Рене Стабс /  Крис Гучионе

## Расподела бодова
|                          | Мушкарци појединачно | Мушки парови | Жене појединачно | Женски парови |
| ------------------------ | -------------------- | ------------ | ---------------- | ------------- |
| Победник                 | 2000                 | 2000         | 2000             | 2000          |
| Финале                   | 1200                 | 1200         | 1400             | 1400          |
| Полуфинале               | 720                  | 720          | 900              | 900           |
| Четвртфинале             | 360                  | 360          | 500              | 500           |
| Осмина финала            | 180                  | 180          | 280              | 280           |
| Треће коло               | 90                   | 90           | 160              | 160           |
| Друго коло               | 45                   | 0            | 100              | 5             |
| Прво коло                | 10                   | –            | 5                | –             |
| Квалификант              | 25                   | –            | 60               | –             |
| Треће коло квалификација | 16                   | –            | 50               | –             |
| Друго коло квалификација | 8                    | –            | 40               | –             |
| Прво коло квалификација  | 0                    | –            | 2                | –             |

## Новчане награде
Све цифре су изражене у Аустралијском долару.
| - Победник: $2.200.000 - Финалиста: $1.100.000 - Полуфиналисти: $420.000 - Четвртфиналисти: $210.000 - Четврти круг: $93.000 - Трећи круг: $54.500 - Други круг: $32.000 - Први круг: $20.000 | - Победници: $454.500 - Финалисти: $227.250 - Полуфиналисти: $113.000 - Четвртфиналисти: $56.000 - Трећи круг: $31.500 - Други круг: $17.200 - Први круг: $9.600 | - Победници: $135.500 - Финалисти: $67.500 - Полуфиналисти: $33.900 - Четвртфиналисти: $15.500 - Други круг: $7.800 - Први круг: $3.800 |